# Cass McCombs
Cass McCombs (* 1977 Concord, Kalifornie) je americký zpěvák a kytarista. Své první album nazvané A vydal v květnu 2003 u vydavatelství Monitor Records a zbytek roku 2003 a většinu následujícího roku strávil na turné. Hned v lednu 2005 vydal u společnosti 4AD své druhé album PREfection a roku 2007 vydal, nově u Domino Records, své třetí album Dropping the Writ. U stejného vydavatelství vydal i svá následující alba Catacombs (2009), Wit's End (2011), Humor Risk (2011), Big Wheel and Others (2013) a A Folk Set Apart (2015). Své další album Mangy Love (2016) vydal u společnosti ANTI-.

## Diskografie
- A (2003)
- PREfection (2005)
- Dropping the Writ (2007)
- Catacombs (2009)
- Wit's End (2011)
- Humor Risk (2011)
- Big Wheel and Others (2013)
- Mangy Love (2016)
- Tip of the Sphere (2019)